# Scrittori d'Italia
Gli Scrittori d'Italia è una collana di testi fondata nel 1910 e conclusa nel 1987 dall'editore barese Laterza. La collana nasceva con l'obiettivo di definire e divulgare un canone della cultura della nuova Italia, prendendo le distanze da una cultura troppo ancorata ai classici dell'Umanesimo e scegliendo di rappresentare anche la storia civile, ma non per questo meno importante, della neonata Italia. Il piano originario della collana prevedeva 660 volumi, dei quali 287 furono effettivamente pubblicati (incluse alcune seconde edizioni), per un totale di 179 opere.

## Storia editoriale
La collana "Scrittori d'Italia" fu ideata nel 1909. Lo stesso Giovanni Laterza ne avrebbe raccontato la genesi, sul registro della Famiglia Rossi-Sagaria di Raiano, di cui era ospite insieme all'amico Benedetto Croce (cugino della proprietaria, Maria Teresa Petroni, vedova Rossi): 
Il giovane Laterza era intenzionato a sviluppare l'attività della cartolibreria di famiglia, facendosi "editore di opere che veramente servano al miglioramento della cultura in generale" sul modello della Casa Editrice Barbèra, ingrandendo l'originaria attività della cartolibreria di famiglia e contemporaneamente scardinando quella che era stata la tradizione della storiografia letteraria sino a quel momento.
La coraggiosa scelta editoriale di Laterza fu infatti quella di inserire, insieme con i classici anche gli autori considerati di minore importanza quali, per esempio storici, politici, filosofi o economisti e attuando quello che il filologo e linguista piemontese Gianfranco Folena definì un «assalto in forza proprio della non-poesia e anche della non-letteratura e dell'antiletteratura alla roccaforte classica e alla religione delle lettere», Laterza per concretizzare questo progetto letterario si avvalse di una personalità fondamentale del panorama culturale italiano: Benedetto Croce. Croce fissò i criteri editoriali che resero riconoscibile la collana: la mancanza di introduzione e commento, e in appendice note, indici e apparati filologici.
La collana fu annunciata il 10 marzo 1910 con una comunicazione telegrafica di Giovanni Laterza a Benedetto Croce «Iniziandosi oggi la composizione della collana degli Scrittori d'Italia rivolgo il mio pensiero a Lei che la volle edita da me. Prometto di far degna l'opera mia della Sua grande idea». Il filosofo abruzzese inaugurerà la collana curando il primo volume dedicato ai Lirici Marinisti e sarà seguito nella direzione editoriale da Achille Pellizzari, Fausto Nicolini, Santino Caramella, Luigi Russo e da Gianfranco Folena.
Croce impostò la collana con l'obiettivo di creare un "archivio della cultura nazionale" che potesse essere rappresentativo del panorama culturale italiano e delle basi storiche, filosofiche e sociali che avevano portato l'Italia all'Unità.
Solo nei primi quattro anni vennero pubblicati circa cinquanta titoli; fecero seguito ai Lirici Marinisti autori quali Matteo Bandello, Carlo Gozzi e Teofilo Folengo.
La lungimiranza, la dedizione e il rigore organizzativo di Laterza e Croce offrirono così al pubblico italiano a pochi mesi di distanza edizioni di opere quali Della scienza militare di Luigi Blanch e le poesie di Jacopo Vittorelli.
Si può indicare come "seconda fase" dello sviluppo editoriale della collana quella che va dal 1915 al 1925.Gli anni della prima guerra mondiale rallentarono la produzione editoriale che riprese a regime solo negli anni venti. 
L'avvento del partito fascista e il delitto Matteotti del 1924 segnarono l'inizio di quella che si può definire la "terza fase" che scandì la vita degli Scrittori d'Italia e della casa editrice. 
Come fra il 1903 e il 1914 Croce aveva dato opera a fissare e a divulgare, con l'aiuto di Giovanni Laterza, il canone della cultura della nuova Italia e i suoi testi, così fra il 1925 e il 1943 combatté per conservarlo e per integrarlo.
La posizione fermamente antifascista di Giovanni Laterza si concretizzò in scelte editoriali lontane dalla "virilità" ostentata e dal trionfalismo del regime, tra gli anni trenta e quaranta infatti videro la luce, per esempio, i Dialoghi d'Amore di Leone Ebreo (successivamente sequestrati il 28 dicembre 1939), le Poesie di Parini e la Istoria del Concilio Tridentino.
Le leggi razziali del 1938 e il Patto d'Acciaio del 1939 aumentarono il controllo del regime sulla stampa, la guerra mondiale e la morte di Giovanni Laterza avvenuta il 21 agosto 1943 segnarono la battuta d'arresto delle pubblicazioni per i successivi tre anni, che ricominciarono solo nel 1947 con Andrea da Barberino e i suoi Reali di Francia. Le pubblicazioni della collana si conclusero nel 1987.

## Opere pubblicate

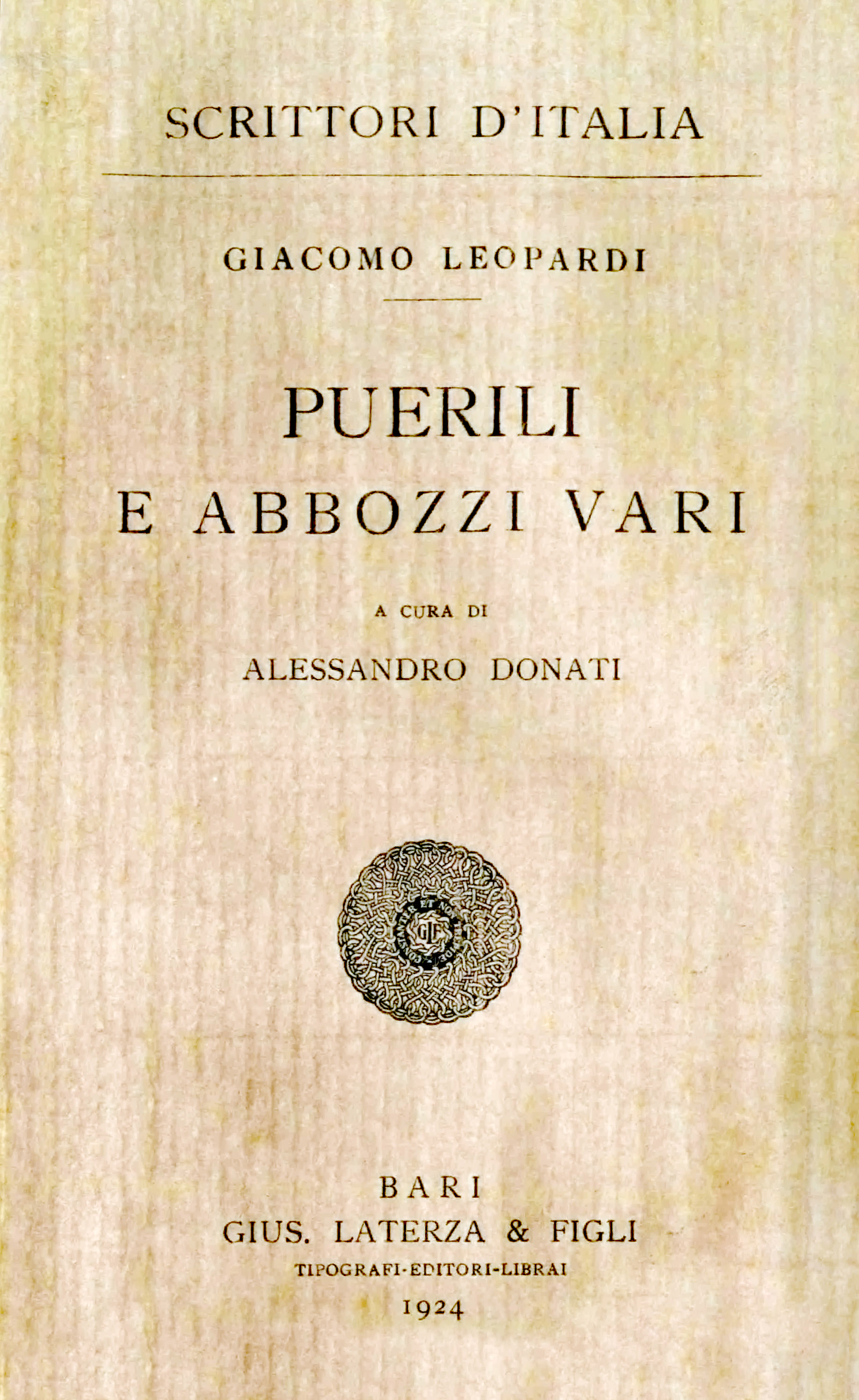
91. Giacomo Leopardi, Puerili e abbozzi vari, 1924.

- 1. Benedetto Croce (a cura di), Lirici marinisti, 1910
- 2. Matteo Bandello, Le novelle, a cura di Gioachino Brognoligo, vol. 1, 1910.
- 2. Matteo Bandello, Le novelle, a cura di Gioachino Brognoligo, vol. 1, 2ª ed., 1928.
- 3. Carlo Gozzi, Memorie inutili, a cura di Giuseppe Prezzolini, 1910.
- 4. Giambattista Della Porta, Le commedie, a cura di Vincenzo Spampanato, 1910.
- 5. Matteo Bandello, Le novelle, a cura di Gioachino Brognoligo, vol. 2, 1910.
- 5. Matteo Bandello, Le novelle, a cura di Gioachino Brognoligo, vol. 2, 2ª ed., 1928.
- 6. Traiano Boccalini, Ragguagli di Parnaso; Pietra del Paragone politico, a cura di Giuseppe Rua, 1910.
- 6. Traiano Boccalini, Ragguagli di Parnaso e scritti minori, a cura di Luigi Firpo, 1910.
- 7. Luigi Blanch, Della scienza militare, a cura di Amedeo Giannini, 1910.
- 8. Carlo Gozzi, Memorie inutili, a cura di Giuseppe Prezzolini, 1910.
- 9. Matteo Bandello, Le novelle, a cura di Gioachino Brognoligo, vol. 3, 1911.
- 9. Matteo Bandello, Le novelle, a cura di Gioachino Brognoligo, vol. 3, 2ª ed., 1931.
- 10. Merlin Cocai (Teofilo Folengo), Le maccheronee, a cura di Alessandro Luzio, 1911.
- 11. Giambattista Vico, L'autobiografia, il carteggio e le poesie varie, a cura di Franco Nicolini, 2ª ed., 1929.
- 12. Jacopo Vittorelli, Poesie, a cura di Attilio Simioni, 1911.
- 13. Giuseppe Baretti, Prefazioni e polemiche, a cura di Luigi Piccioni, 1911.
- 14. Vincenzo Gioberti, Del rinnovamento civile d'Italia, a cura di Fausto Nicolini, 1911.
- 15. Teofilo Folengo, Opere italiane, a cura di Umberto Renda, 1911.
- 16. Vincenzo Gioberti, Del rinnovamento civile d'Italia, a cura di Fausto Nicolini, 1911.
- 17. Matteo Bandello, Le novelle, a cura di Gioachino Brognoligo, vol. 4, 1911.
- 18. Giovanni Berchet, Poesie, a cura di Amedeo Giannini, 1911.
- 19. Merlin Cocai (Teofilo Folengo), Le maccheronee, a cura di Alessandro Luzio, 1911.
- 21. Giambattista Della Porta, Le commedie, a cura di Vincenzo Spampanato, 1911.
- 22. Carlo Gozzi, La Marfisa bizzarra, a cura di Cornelia Ortiz, 1911.
- 23. Matteo Bandello, Le novelle, a cura di Gioachino Brognoligo, vol. 5, 1912.
- 24. Vincenzo Gioberti, Del rinnovamento civile d'Italia, a cura di Fausto Nicolini, 1912.
- 25. Ireneo Sanesi (a cura di), Commedie del Cinquecento, 1912.
- 26. Giuseppe Baretti, La scelta delle lettere familiari, a cura di Luigi Piccioni, 1912.
- 27. Giovanni Berchet, Scritti critici e letterari, a cura di Egidio Bellorini, 1912.
- 28. Teofilo Folengo, Opere italiane, a cura di Umberto Renda, 1912.
- 29. Giambattista Marino; seguito da lettere di altri scrittori del Seicento, Epistolario, a cura di Angelo Borzelli e Fausto Nicolini, 1911.
- 29. Giambattista Marino; seguito da lettere di altri scrittori del Seicento, Epistolario, a cura di Angelo Borzelli e Fausto Nicolini, 1912.
- 30. Marco Polo, Il milione: secondo la riduzione italiana della Crusca riscontrata sul manoscritto arricchita e rettificata mediante altri manoscritti italiani, a cura di Dante Olivieri, 2ª ed., 1928.
- 31. Francesco De Sanctis, Storia della letteratura italiana, a cura di Benedetto Croce, vol. 1, Nuova edizione, 1912.
- 31. Francesco De Sanctis, Storia della letteratura italiana, a cura di Benedetto Croce, vol. 1, 7ª edizione nuovamente rivista da Alfredo Parente, 1962.
- 32. Francesco De Sanctis, Storia della letteratura italiana, a cura di Benedetto Croce, vol. 2, Nuova edizione, 1912.
- 32. Francesco De Sanctis, Storia della letteratura italiana, a cura di Benedetto Croce, vol. 2, 7ª edizione nuovamente rivista da Alfredo Parente, 1962.
- 33. Alessandro Donati (a cura di), Poeti minori del Settecento: Savioli, Pompei, Paradisi, Cerretti ed altri, 1912.
- 34. Santa Caterina da Siena, Libro della divina dottrina, volgarmente detto Dialogo della divina provvidenza, a cura di Matilde Fiorilli, Nuova edizione secondo un inedito codice senese, 1912.
- 34. Santa Caterina da Siena, Libro della divina dottrina, volgarmente detto Dialogo della divina Provvidenza, a cura di Matilde Fiorilli, 2. edizione interamente riveduta da Santino Caramella, 1928.
- 35. Giovanni Guidiccioni, Francesco Beccuti, Rime, a cura di Ezio Chiorboli, 1912.
- 36. Relazioni degli ambasciatori veneti al Senato: Ferrara, Mantova, Monferrato, 1912.
- 37. Giuseppe Zonta (a cura di), Trattati d'amore del Cinquecento, 1912.
- 38. Ireneo Sanesi (a cura di), Commedie del Cinquecento, 1912.
- 39. Traiano Boccalini, Ragguagli di Parnaso; Pietra del Paragone politico, a cura di Giuseppe Rua, 1912.
- 39. Traiano Boccalini, Ragguagli di Parnaso e scritti minori, a cura di Luigi Firpo, 1948.
- 40. Girolamo Parabosco, Sebastiano Erizzo, Novellieri minori del Cinquecento, a cura di Giuseppe Gigli e Fausto Nicolini, 1912.
- 41. Annibal Caro, Opere, a cura di Vittorio Turri, 1912.
- 42. Ugo Foscolo, Prose, a cura di Vittorio Cian, 1912.
- 43. Vincenzo Cuoco, Saggio storico sulla rivoluzione napoletana del 1799 seguito dal Rapporto al cittadino Carnot di Francesco Lomonaco, a cura di Fausto Nicolini, 1913.
- 44. Pietro Metastasio, Opere, a cura di Fausto Nicolini, 1912.
- 45. Alessandro Donati (a cura di), Poeti minori del Settecento: Mazza, Rezzonico, Bondi, Fiorentino, Cassoli, Mascheroni, 1913.
- 46. Pietro Metastasio, Opere, a cura di Fausto Nicolini, 1913.
- 47. Augusto Graziani (a cura di), Economisti del Cinque e Seicento, 1913.
- 48. Giovanni Fantoni (Labindo), Poesie, a cura di Gerolamo Lazzeri, 1913.
- 49 Relazioni degli ambasciatori veneti al Senato: Milano, Urbino, 1913.
- 50 Cesare Balbo, Della storia d'Italia dalle origini fino ai nostri giorni: sommario, a cura di Fausto Nicolini, 1913.
- 51. Giambattista Marino, Poesie varie, a cura di Benedetto Croce, 1913.
- 52. Gaspara Stampa, Veronica Franco, Rime, a cura di Abd-el-Kader Salza, 1913.
- 53. Pietro Aretino, Il primo libro delle Lettere, a cura di Fausto Nicolini, 1913.
- 54. Lorenzo de' Medici il Magnifico, Opere, a cura di Attilio Simioni, vol. 1, 1913.
- 55. Giuseppe Parini, Prose, a cura di Egidio Bellorini, 1913.
- 56. Giuseppe Zonta (a cura di), Trattati del Cinquecento sulla donna, 1913.
- 57. Ugo Foscolo, Prose, a cura di Vittorio Cian, 1913.
- 58. Giuseppe Paladino (a cura di), Opuscoli e lettere di riformatori italiani del Cinquecento, 1913.
- 59. Lorenzo de' Medici il Magnifico, Opere, a cura di Attilio Simioni, vol. 2, 1914.
- 60. Cesare Balbo, Della storia d'Italia dalle origini fino ai nostri giorni: sommario, a cura di Fausto Nicolini, 1914.
- 61. Giambattista Guarini, Il Pastor fido e il Compendio della poesia tragicomica, a cura di Gioachino Brognoligo, 1914.
- 62. Pietro Metastasio, Opere, a cura di Fausto Nicolini, 1914.
- 63. Teofilo Folengo, Opere italiane, a cura di Umberto Renda, 1914.
- 64. Ezio Levi (a cura di), Fiore di leggende, cantari antichi, 1914.
- 65. Federico Frezzi, Il quadriregio, a cura di Enrico Filippini, 1914.
- 66. Sabadino degli Arienti, Le porretane, a cura di Giovanni Gambarin, 1914.
- 67. Giambattista Vico, Le orazioni inaugurali, il De Italorum sapientia e le polemiche, a cura di Giovanni Gentile, Fausto Nicolini, 1914.
- 68. Pietro Metastasio, Opere, a cura di Fausto Nicolini, 1914.
- 69. Iacopone da Todi, Le Laude: secondo la stampa fiorentina del 1490, a cura di Giovanni Ferri, 1915.
- 69. Iacopone da Todi, Le Laude: secondo la stampa fiorentina del 1490, a cura di Giovanni Ferri, 2. edizione interamente riveduta da Santino Caramella, 1930.
- 70. Tommaso Campanella, Poesie, a cura di Giovanni Gentile, 1915.
- 70. Tommaso Campanella, Poesie, a cura di Giovanni Gentile, Nuova edizione, 1938.
- 71. Giuseppe Parini, Prose, a cura di Egidio Bellorini, 1915.
- 72. Guido Zaccagnini e Amos Parducci (a cura di), Rimatori siculo-toscani del Dugento. Serie 1., Pistoiesi, lucchesi, pisani, 1915.
- 73. Ferdinando Galiani, Della moneta, a cura di Fausto Nicolini, 1915.
- 74. Vincenzo Cuoco, Platone in Italia, a cura di Fausto Nicolini, 1916.
- 75. Giovanni Prati, Poesie varie, a cura di Olindo Malagodi, 1916.
- 75; 78. Giovanni Prati, Poesie varie, a cura di Olindo Malagodi, 1916.
- 76. Pietro Aretino, Il secondo libro delle lettere. Parte prima, a cura di Fausto Nicolini, 1916.
- 77. Pietro Aretino, Il secondo libro delle lettere. Parte seconda, a cura di Fausto Nicolini, 1915.
- 79. Relazioni degli ambasciatori veneti al Senato, vol. 1, 1916.
- 80. Relazioni degli ambasciatori veneti al Senato, vol. 2, 1916.
- 81. Lorenzo Da Ponte, Memorie, a cura di Giovanni Gambarin e Fausto Nicolini, vol. 1, 1918.
- 82. Lorenzo Da Ponte, Memorie, a cura di Giovanni Gambarin e Fausto Nicolini, vol. 2, 1918.
- 83. Giacomo Leopardi, Canti, a cura di Alessandro Donati, 1917.
- 83. Giacomo Leopardi, Canti, a cura di Leone Ginzburg, 1938.
- 84. Giovanni Boccaccio, Il comento alla Divina Commedia e gli altri scritti intorno a Dante, a cura di Domenico Guerri, vol. 1, 1918.
- 85. Giovanni Boccaccio, Il comento alla Divina Commedia e gli altri scritti intorno a Dante, a cura di Domenico Guerri, vol. 2, 1918.
- 86. Giovanni Boccaccio, Il comento alla Divina Commedia e gli altri scritti intorno a Dante, a cura di Domenico Guerri, vol. 3, 1918.
- 87. Ugo Foscolo, Prose, a cura di Vittorio Cian, vol. 3, 1920.
- 88. Aldo Francesco Massera (a cura di), Sonetti burleschi e realistici dei primi due secoli, vol. 1, 1920.
- 89. Aldo Francesco Massera (a cura di), Sonetti burleschi e realistici dei primi due secoli, vol. 2, 1920.
- 88-89. Aldo Francesco Massera (a cura di), Sonetti burleschi e realistici dei primi due secoli, Nuova edizione riveduta e aggiornata da Luigi Russo, 1940.
- 90. Giacomo Leopardi, Versi; Paralipomeni della batracomiomachia, a cura di Alessandro Donati, 1921.
- 91. Giacomo Leopardi, Puerili e abbozzi vari, a cura di Alessandro Donati, 1924.
- 92. Vincenzo Cuoco, Platone in Italia, a cura di Fausto Nicolini, vol. 2, 1924.
- 93. Vincenzo Cuoco, Periodo milanese : 1801-1806, a cura di Nino Cortese e Fausto Nicolini, 1924.
- 94. Vincenzo Cuoco, Periodo napoletano (1806-1815) e carteggio, a cura di Nino Cortese e Fausto Nicolini, 1924.
- 95. Ludovico Ariosto, Lirica, a cura di Giuseppe Fatini, 1924.
- 96. Domenico Guerri, Il commento del Boccaccio a Dante: limiti della sua autenticità e questioni critiche che n'emergono, 1926.
- 97. Giovanni Boccaccio, Il Decameron, a cura di Aldo Francesco Massera, vol. 1, 1927.
- 97. Giovanni Boccaccio, Il Decameron, a cura di Charles S. Singleton, vol. 1, 1955.
- 98. Giovanni Boccaccio, Il Decameron, a cura di Aldo Francesco Massera, vol. 2, 1927.
- 98. Giovanni Boccaccio, Il Decameron, a cura di Charles S. Singleton, vol. 2, 1955.
- 99. Giuseppe Paladino (a cura di), Opuscoli e lettere di riformatori italiani del Cinquecento, vol. 2, 1927.
- 100. Giovan Francesco Straparola, Le piacevoli notti. Libro 1, a cura di Giuseppe Rua, 1927.
- 101. Giovan Francesco Straparola, Le piacevoli notti. Libro 2, a cura di Giuseppe Rua, 1927.
- 102. Vittorio Alfieri, Della tirannide; Del principe e delle lettere; Panegirico di Plinio a Traiano; La virtù sconosciuta, a cura di Alessandro Donati, 1927.
- 103. Tommaso Campanella, Lettere, a cura di Vincenzo Spampanato, 1927.
- 104. Scipione Maffei, Opere drammatiche e poesie varie, a cura di Antonio Avena, 1928.
- 105. Giacomo Leopardi, Operette morali, a cura di Alessandro Donati, 1928.
- 106. Anton Francesco Doni, I marmi, a cura di Ezio Chiorboli, vol. 1, 1928.
- 107. Anton Francesco Doni, I marmi, a cura di Ezio Chiorboli, vol. 2, 1928.
- 108. Ludovico Ariosto, Orlando Furioso, a cura di Santorre Debenedetti, vol. 1, 1928.
- 109. Ludovico Ariosto, Orlando Furioso, a cura di Santorre Debenedetti, vol. 2, 1928.
- 110. Ludovico Ariosto, Orlando Furioso, a cura di Santorre Debenedetti, vol. 3, 1928.
- 111. Giovanni Boccaccio, Opere latine minori, a cura di Aldo Francesco Massera, 1928.
- 112. Giambattista Vico, Libri 1°-2°, a cura di Franco Nicolini, 1942.
- 113. Giambattista Vico, Libri 3°-5° e appendice, a cura di Franco Nicolini, 1942.
- 114. Leone Ebreo (Giuda Abarbanel), Dialoghi d'amore, a cura di Santino Caramella, 1929.
- 115. Pandolfo Collenuccio, Compendio de le istorie del Regno di Napoli, a cura di Alfredo Saviotti, 1929.
- 116. Pandolfo Collenuccio, Operette morali; Poesie latine e volgari, a cura di Alfredo Saviotti, 1929.
- 117. Apostolo Zeno, Drammi scelti, a cura di Max Fehr, 1929.
- 118. Giuseppe Parini, Poesie, a cura di Egidio Bellorini, 1, Poesie di Ripano Eupilino; Il giorno e Le odi, 1929.
- 119. Giuseppe Parini, Poesie, a cura di Egidio Bellorini, 2, Opere drammatiche, sonetti e poesie varie, 1929.
- 120. Francesco Guicciardini, Libri 1°-4°, a cura di Costantino Panigada, 1929.
- 121. Francesco Guicciardini, Libri 5°-8°, a cura di Costantino Panigada, 1929.
- 122. Francesco Guicciardini, Libri 9°-12°, a cura di Costantino Panigada, 1929.
- 123. Francesco Guicciardini, Libri 13°-16°, a cura di Costantino Panigada, 1929.
- 124. Francesco Guicciardini, Libri 17°-20°, a cura di Costantino Panigada, 1929.
- 125. Alessandro Tassoni, La secchia rapita; L'oceano e Le rime, a cura di Giorgio Rossi, 1930.
- 126. Francesco Petrarca, Le Rime sparse e i Trionfi, a cura di Ezio Chiorboli, 1930.
- 127. Saverio Bettinelli, Lettere virgiliane e inglesi e altri scritti critici, a cura di Vittorio Enzo Alfieri, 1930.
- 128. Benedetto Croce e Santino Caramella (a cura di), Politici e moralisti del Seicento: Strada, Zuccolo, Settala, Accetto, Brignole Sale, Malvezzi, 1930.
- 129. Alessandro Tassoni, Prose politiche e morali, a cura di Giorgio Rossi, 1930.
- 130. Torquato Tasso, Gerusalemme liberata, a cura di Luigi Bonfigli, 1930.
- 131. Luigi Pulci, Il Morgante, a cura di George B. Weston, vol. 1, 1930.
- 132. Luigi Pulci, Il Morgante, a cura di George B. Weston, vol. 2, 1930.
- 133. Paolo Giovio, Le vite del Gran Capitano e del Marchese di Pescara, a cura di Costantino Panigada; volgarizzate da Ludovico Domenichi, 1931.
- 134. Francesco Guicciardini, Storie fiorentine dal 1378 al 1509, a cura di Roberto Palmarocchi, 1931.
- 135. Giambattista Vico, La scienza nuova prima; con la polemica Contro gli atti degli eruditi di Lipsia, a cura di Fausto Nicolini, 1931.
- 136. Paolo Sarpi, Lettere a Jerome Groslot de l'Isle, a cura di Manlio Duilio Busnelli, 1931.
- 137. Paolo Sarpi, Lettere a Francesco Castrino, Christoph e Achatius von Dohna, Philippe Duplessis-Mornay, Isaac Casaubon, Daniel Heinsius, a cura di Manlio Duilio Busnelli, 1931.
- 138. Giuseppe Baretti, La frusta letteraria, a cura di Luigi Piccioni, vol. 1, 1932.
- 139. Giuseppe Baretti, La frusta letteraria, a cura di Luigi Piccioni, vol. 2, 1936.
- 140. Francesco Guicciardini, Dialogo e discorsi del reggimento di Firenze, a cura di Roberto Palmarocchi, 1932.
- 141. Giacomo Leopardi, Pensieri; Moralisti greci; Volgarizzamenti e scritti vari, a cura di Alessandro Donati, 1932.
- 142. Carlo Troya, Del veltro allegorico di Dante e altri saggi storici, a cura di Costantino Panigada, 1932.
- 143. Dante Alighieri, La Divina Commedia, a cura di Domenico Guerri, 1933.
- 144. Alessandro Manzoni, I promessi sposi, a cura di Santino Caramella, 1933.
- 145. Francesco Guicciardini, Scritti politici e Ricordi, a cura di Roberto Palmarocchi, 1933.
- 146. Luigi Settembrini, Ricordanze della mia vita, a cura di Adolfo Omodeo, vol. 1, 1934.
- 147. Luigi Settembrini, Ricordanze della mia vita, a cura di Adolfo Omodeo, vol. 2, 1934.
- 148. Torquato Tasso, Gerusalemme conquistata, a cura di Luigi Bonfigli, vol. 1, 1934.
- 149. Torquato Tasso, Gerusalemme conquistata, a cura di Luigi Bonfigli, vol. 2, 1934.
- 150. Guido Bentivoglio, Memorie e lettere, a cura di Costantino Panigada, 1934.
- 151. Fra Paolo Sarpi, Istoria del Concilio tridentino, a cura di Giovanni Gambarin, vol. 1, 1935.
- 152. Fra Paolo Sarpi, Istoria del Concilio tridentino, a cura di Giovanni Gambarin, vol. 2, 1935.
- 153. Fra Paolo Sarpi, Istoria del Concilio tridentino, a cura di Giovanni Gambarin, vol. 3, 1935.
- 154. Giuseppe Baretti, Epistolario, a cura di Luigi Piccioni, vol. 1, 1936.
- 155. Giuseppe Baretti, Epistolario, a cura di Luigi Piccioni, vol. 2, 1936.
- 156. Francesco Guicciardini, Scritti autobiografici e rari, a cura di Roberto Palmarocchi, 1936.
- 157. Franco Sacchetti, Il libro delle rime, a cura di Alberto Chiari, 1936.
- 158. Torquato Tasso, Rinaldo, a cura di Luigi Bonfigli, 1936.
- 159. Charles S. Singleton (a cura di), Canti carnascialeschi del Rinascimento, 1936.
- 160. Giambattista Vico, Sinopsi e De uno, a cura di Fausto Nicolini, 1936.
- 161. Giambattista Vico, De constantia iurisprudentis, a cura di Fausto Nicolini, 1936.
- 162. Giambattista Vico, Notae; Dissertationes: nota bibliografica e indici, a cura di Fausto Nicolini, 1936.
- 163. Pietro Giordani, Lettere, a cura di Giovanni Ferretti, vol. 1, 1937.
- 164. Pietro Giordani, Lettere, a cura di Giovanni Ferretti, vol. 2, 1937.
- 165. Giovanni Boccaccio, Il Filostrato e il Ninfale fiesolano, a cura di Vincenzo Pernicone, 1937.
- 166. Franco Sacchetti, La battaglia delle belle donne; Le lettere; Le sposizioni di Vangeli, a cura di Alberto Chiari, 1938.
- 167. Giovanni Boccaccio, Il filocolo, a cura di Salvatore Battaglia, 1938.
- 168. Giambattista Vico, Scritti storici, a cura di Fausto Nicolini, 1939.
- 169. Giovanni Boccaccio, Le Rime; L'amorosa visione; La caccia di Diana, a cura di Vittore Branca, 1939.
- 170. Federico Della Valle, Tragedie, a cura di Carlo Filosa, 1939.
- 171. Giovanni Boccaccio, L'elegia di Madonna Fiammetta: con le chiose inedite, a cura di Vincenzo Pernicone, 1939.
- 172. Luigi Di Benedetto (a cura di), Rimatori del Dolce stil novo: Guido Guinizelli, Guido Cavalcanti, Lapo Gianni, Gianni Alfani, Dino Frescobaldi, Cino da Pistoia, 1939.
- 173. Masuccio Salernitano, Il Novellino, a cura di Alfredo Mauro, 1940.
- 174. Giambattista Vico, Scritti vari e pagine sparse, a cura di Fausto Nicolini, 1940.
- 175. Guittone d'Arezzo, Le Rime, a cura di Francesco Egidi, 1940.
- 176. Pietro Giannone, Del regno terreno, a cura di Alfredo Parente, 1940.
- 177. Pietro Giannone, Del regno celeste, a cura di Alfredo Parente, 1940.
- 178. Pietro Giannone, Del regno papale, a cura di Alfredo Parente, 1940.
- 179. Fra Paolo Sarpi, Istoria dell'interdetto e altri scritti editi e inediti, a cura di Manlio Duilio Busnelli e Giovanni Gambarin, vol. 1, 1940.
- 180. Fra Paolo Sarpi, Istoria dell'interdetto e altri scritti editi e inediti, a cura di Manlio Duilio Busnelli e Giovanni Gambarin, vol. 2, 1940.
- 181. Fra Paolo Sarpi, Istoria dell'interdetto e altri scritti editi e inediti, a cura di Manlio Duilio Busnelli e Giovanni Gambarin, vol. 3, 1940.
- 182. Giovanni Boccaccio, L'Ameto; Lettere; Il corbaccio, a cura di Nicola Bruscoli, 1940.
- 183. Giambattista Vico, Versi d'occasione e scritti di scuola: con appendice e bibliografia generale delle opere, a cura di Fausto Nicolini, 1941.
- 184. Luigi Di Benedetto (a cura di), Poemetti allegorico-didattici del secolo 13°: Il tesoretto, Il favolello, Sonetti e canzoni, Trattato d'amore, L'intelligenza, Il fiore, Detto d'amore, 1941.
- 185. Giovanni Boccaccio, Teseida: delle nozze d'Emilia, a cura di Aurelio Roncaglia, 1941.
- 186. Guidubaldo Bonarelli della Rovere, Filli di Sciro; Discorsi e Appendice, a cura di Giovanni Gambarin, 1941.
- 187. Salimbene de Adam, Cronica, a cura di Ferdinando Bernini, vol. 1, 1942.
- 188. Salimbene de Adam, Cronica, a cura di Ferdinando Bernini, vol. 2, 1942.
- 189. Luigi Di Benedetto (a cura di), La leggenda di Tristano, 1942.
- 190. Marc'Antonio Epicuro, I drammi e le poesie italiane e latine: aggiuntovi L'amore prigioniero di Mario Di Leo, a cura di Alfredo Parente, 1942.
- 191. Egidio Bellorini (a cura di), Discussioni e polemiche sul Romanticismo: (1816-1826), vol. 1, 1943.
- 192. Egidio Bellorini (a cura di), Discussioni e polemiche sul Romanticismo: (1816-1826), vol. 2, 1943.
- 193. Andrea da Barberino, I reali di Francia, a cura di Giuseppe Vandelli e Giovanni Gambarin, 1947.
- 194. Vittorio Alfieri, Tragedie, a cura di Nicola Bruscoli, vol. 1, 1946.
- 195. Vittorio Alfieri, Tragedie, a cura di Nicola Bruscoli, vol. 2, 1946.
- 196. Vittorio Alfieri, Tragedie, a cura di Nicola Bruscoli, vol. 3, 1946.
- 197. Vittorio Alfieri, Tragedie postume, a cura di Nicola Bruscoli, 1947.
- 198. Giovanni Gioviano Pontano, Carmina: Ecloghe, elegie, liriche, a cura di Johannes Oeschger, 1948.
- 199. Traiano Boccalini, Ragguagli di Parnaso e scritti minori, a cura di Luigi Firpo, vol. 3, 1948.
- 200. Giovanni Boccaccio, Genealogie deorum gentilium libri, a cura di Vincenzo Romano, vol. 1, 1951.
- 201. Giovanni Boccaccio, Genealogie deorum gentilium libri, a cura di Vincenzo Romano, vol. 2, 1951.
- 202. Paolo Sarpi, Scritti filosofici e teologici: editi e inediti, a cura di Romano Amerio, 1951.
- 203. Francesco De Sanctis, Saggi critici, a cura di Luigi Russo, vol. 1, 1952.
- 204. Francesco De Sanctis, Saggi critici, a cura di Luigi Russo, vol. 2, 1952.
- 205. Francesco De Sanctis, Saggi critici, a cura di Luigi Russo, vol. 3, 1952.
- 206. Fazio Degli Uberti, Il Dittamondo, a cura di Giuseppe Corsi, 1952.
- 207. Fazio Degli Uberti, Le rime, nota filologica, a cura di Giuseppe Corsi, 1952.
- 208. Il Lasca (Antonfrancesco Grazzini), Teatro, a cura di Giovanni Grazzini, 1953.
- 209. Francesco de Sanctis, La letteratura italiana nel secolo 19, a cura di Luigi Blasucci, 1, Alessandro Manzoni, 1953.
- 210. Francesco de Sanctis, La letteratura italiana nel secolo 19, a cura di Franco Catalano, 2, La scuola liberale e la scuola democratica, 1953.
- 211. Francesco de Sanctis, La letteratura italiana nel secolo 19, a cura di Walter Binni, 3, Giacomo Leopardi, 1961.
- 212. Francesco De Sanctis, La poesia cavalleresca e scritti vari, a cura di Mario Petrini, 1954.
- 213. Francesco De Sanctis, Saggio critico sul Petrarca, a cura di Ettore Bonora, 1954.
- 214. Francesco De Sanctis, Lezioni sulla Divina Commedia, a cura di Michele Manfredi, 1955.
- 215. Giacobini italiani, Compagnoni, Nicio Eritreo, L'Aurora, Ranza, Galdi, Russo, a cura di Delio Cantimori, 1956.
- 216. Paolo Sarpi, Scritti giurisdizionalistici, a cura di Giovanni Gambarin, 1958.
- 217. Michelangelo Buonarroti, Rime, a cura di Enzo Noe Girardi, 1960.
- 218. Leon Battista Alberti, I libri della famiglia; Cena familiaris; Villa, a cura di Cecil Grayson, 1960.
- 219. Paola Barocchi (a cura di), Trattati d'arte del Cinquecento: Varchi, Pino, Dolce, Danti, Sorte, 1960.
- 220. Iacopo Sannazzaro, Opere volgari, a cura di Alfredo Mauro, 1961.
- 221. Paola Barocchi (a cura di), Trattati d'arte del Cinquecento: Gilio, Paleotti, Aldrovandi, 1961.
- 222. Paola Barocchi (a cura di), Trattati d'arte del Cinquecento: C. Borromeo, Ammannati, Bocchi, R. Alberti, Comanini, 1962.
- 223. Francesco De Sanctis, Memorie, lezioni e scritti giovanili, a cura di Franz Brunetti, 1, La giovinezza e studi hegeliani.
- 224. Matteo Maria Boiardo, Opere volgari; Amorum libri; Pastorale; Lettere, a cura di Pier Vincenzo Mengaldo, 1962.
- 225. Pier Jacopo Martello, Scritti critici e satirici, a cura di Hannibal S. Noce, 1963.
- 226. Francesco Algarotti, Saggi, a cura di Giovanni Da Pozzo, 1963.
- 227. Delio Cantimori e Renzo De Felice (a cura di), Giacobini italiani: Bocalosi, Galdi, Pagano, Gioannetti, L'Aurora, Martini, Anonima, Piazza, Vivante, Brunetti, Ranza, 1964.
- 228. Torquato Tasso, Discorsi dell'arte poetica e del poema eroico, a cura di Luigi Poma, 1964.
- 229. Niccolò Tommaseo, Memorie poetiche. Edizione del 1838 con appendice di poesie e redazione del 1858 intitolata Educazione dell'ingegno, a cura di Marco Pecoraro, 1964.
- 230. Neri Pagliaresi, fra Felice Tancredi da Massa, Niccolò Cicerchia, Cantari religiosi senesi del Trecento, a cura di Giorgio Varanini, 1965.
- 232. Salimbene de Adam, Cronica, vol. 1, 1966.
- 233. Salimbene de Adam, Cronica, vol. 2, 1966.
- 234. Leon Battista Alberti, Rime e trattati morali, a cura di Cecil Grayson, 1966.
- 235. Antonio Conti, Versioni poetiche, a cura di Giovanna Gronda, 1966.
- 236. Fulvio Testi, 1609-1633, a cura di Maria Luisa Doglio, 1967.
- 237. Fulvio Testi, 1634-1637, a cura di Maria Luisa Doglio, 1967.
- 238. Fulvio Testi, 1638-1646, a cura di Maria Luisa Doglio, 1967.
- 239. Alessandro Verri, Le notti romane, 1967.
- 240. Giovan Batista Gelli, Dialoghi: I capricci del bottaio, La Circe, Ragionamento sulla lingua, a cura di Roberto Tissoni, 1967.
- 241. Lorenzo Magalotti, Relazioni di viaggio in Inghilterra, Francia e Svezia, a cura di Walter Moretti, 1968.
- 242. Luigi Carrer, Scritti critici, a cura di Giovanni Gambarin, 1969.
- 243. Emilio Praga, Poesie: Tavolozza, Penombre, Fiabe e leggende, Trasparenze, a cura di Mario Petrucciani, 1969.
- 244. Niccolò da Correggio, Opere: Cefalo, Psiche, Silva, Rime, a cura di Antonia Tissoni Benvenuti, 1969.
- 245. Pietro Aretino, Sei giornate, a cura di Giovanni Aquilecchia, 1969.
- 246. Alessandro Poerio, Poesie, a cura di Nunzio Coppola, 1970.
- 247. Bernard Weinberg (a cura di), Trattati di poetica e retorica del Cinquecento, vol. 1, 1970.
- 248. Bernard Weinberg (a cura di), Trattati di poetica e retorica del Cinquecento, vol. 2, 1970.
- 249. Niccolò Machiavelli, 1498-1501, a cura di Fredi Chiappelli, 1971.
- 250. Giovanni Sercambi, Novelle, a cura di Giovanni Sinicropi, vol. 1, 1972.
- 251. Giovanni Sercambi, Novelle, a cura di Giovanni Sinicropi, vol. 2, 1972.
- 252. Francesco Vettori, Scritti storici e politici, a cura di Enrico Niccolini, 1972.
- 253. Bernard Weinberg, Trattati di poetica e retorica del Cinquecento, vol. 3, 1972.
- 254. Leon Battista Alberti, Trattati d'arte; Ludi rerum mathematicarum; Grammatica della lingua toscana; Opuscoli amatori; Lettere, a cura di Cecil Grayson, 1973.
- 255. Gianvincenzo Gravina, Scritti critici e teorici, a cura di Amedeo Quondam, 1973.
- 256. Niccolò Machiavelli, 1501-1503, a cura di Fredi Chiappelli, 1973.
- 257. Iacopone da Todi, Laude, a cura di Franco Mancini, 1974.
- 258. Bernard Weinberg (a cura di), Trattati di poetica e retorica del Cinquecento, vol. 4, 1974.
- 259. Giambattista Marino, Canti I-XI, a cura di Marzio Pieri, 1975.
- 260. Giambattista Basile, Lo cunto de li cunti, overo Lo trattenemiento de peccerille; Le muse napolitane e le lettere, a cura di Mario Petrini, 1976.
- 261. Giambattista Marino, Canti XII-XX, a cura di Marzio Pieri, 1977.
- 262. Alessandro Tassoni, Lettere, a cura di Pietro Puliatti, 1, 1591-1619, 1978.
- 263. Alessandro Tassoni, Lettere, a cura di Pietro Puliatti, 2, 1620-1634, 1978.
- 264. Lodovico Castelvetro, Poetica d'Aristotele vulgarizzata e sposta, a cura di Werther Romani, vol. 1, 1978.
- 265. Lodovico Castelvetro, Poetica d'Aristotele vulgarizzata e sposta, a cura di Werther Romani, vol. 2, 1979.
- 266. Ermes Visconti, Saggi sul bello, sulla poesia e sullo stile: redazioni inedite, 1819-1822: edizioni a stampa, 1833-1838, a cura di Anco Marzio Mutterle, 1979.
- 267. Pier Jacopo Martello, Teatro, a cura di Hannibal S. Noce, vol. 1, 1980.
- 268. Pier Jacopo Martello, Teatro, a cura di Hannibal S. Noce, vol. 2, 1981.
- 269. Pier Jacopo Martello, Teatro, a cura di Hannibal S. Noce, vol. 3, 1982.
- 270. Vittoria Colonna, Rime, a cura di Alan Bullock, 1982.
- 271. Niccolò Machiavelli, 1503-1504, a cura di Fredi Chiappelli, 1984.
- 272. Niccolò Machiavelli, 1505, a cura di Fredi Chiappelli, 1985.
- 273. Carlo de' Dottori, L'asino, a cura di Antonio Daniele, 1987.